# Ennomos apicata
Ennomos apicata là một loài bướm đêm trong họ Geometridae.